# Amilcare Dallevo Jr.
Amilcare Dallevo Júnior (São Paulo, 25 de novembro de 1957) é um empresário e comunicador brasileiro. É o presidente e co-proprietário da RedeTV!.
Amilcare foi o criador do sistema que permitiu aos telespectadores participar via telefone do Você Decide e do Fantástico bem como do popular Tele900.

## Biografia
Começou a trabalhar aos catorze na mesma empresa em que seu pai, Amilcare Dallevo, dedicara-se anos como vendedor até morrer precocemente quando o filho tinha apenas doze anos.

### Trajetória como empresário
Amilcare Jr. tinha 27 anos ao deixar o Citibank e abrir a sua primeira empresa, a TecNet (tecnologia em software). Nela, Amilcare Jr. desenvolveu um sistema para a emissão de contas telefônicas por ramais e criou um sistema pelo qual o público poderia interagir em tempo real com a televisão. O sistema deu tão certo que o empresário abriu a TeleTV (prestação de serviços), uma empresa específica apenas para vender a novidade às redes de televisão.
Em 1997, Amilcare Jr. criou a Ômega Produções (produtora independente) em parceria com Marcelo de Carvalho, dono da TVI. Compraram à época o horário de domingo da Rede Manchete para produzir o programa de auditório Domingo Milionário, criação e direção de Homero Salles e comandado por J. Silvestre, Marcelo Augusto, Thunderbird, Luiz Bacci, Isabela Veiga e numa segunda formação por Sergio Malandro, Otávio Mesquita e Virgínia Novick.

### RedeTV!
Em 1999, já milionário por meio de faturamentos com a TeleTV, Amilcare Jr. e Marcelo adquiriram as concessões da então extinta Rede Manchete nas cidades do Rio de Janeiro, São Paulo, Belo Horizonte, Recife e Fortaleza e no dia 15 de novembro daquele mesmo ano fundaram a RedeTV!, em que Amilcare tem 71% de ações.